# Max Niehaus
Max Niehaus (Wesel, 17 dicembre 1888 – Monaco di Baviera, 8 aprile 1981) è stato uno scrittore tedesco.

## Biografia
Max Niehaus, che era un funzionario pubblico a Wiesbaden, era considerato uno dei principali rappresentanti della letteratura fattuale della danza moderna.  Ha lavorato presso il Goethe Institut, ed è stato responsabile delle esibizioni di balletti tedeschi all'estero. In quel contesto di contatti internazionali aveva acquisito una visione completa della scena della danza, che ha influenzato le sue pubblicazioni. Ebbe stretti contatti con Heinz Bosl, Isadora Duncan e Vaslav Nijinsky. Strinse amicizia con Sergej Diaghilev e con la compagnia di danza classica Balletti russi così come con numerosi artisti tedeschi e americani.
Ha curato mostre fotografiche di balletto a New York, Bruxelles, Napoli e Monaco di Baviera e, per questa attività, ha ricevuto diversi riconoscimenti internazionali. La novità delle sue foto era nel superamento delle statiche foto in posa, e la scelta  di fare foto istantenee durante le performance di ballo.